# مرقئة ضفافية
مرقئة ضفافية (الاسم العلمي:Sanguisorba riparia) هي نوع من النباتات تتبع جنس المرقئة من الفصيلة الوردية.